# Hokej na kolečkových bruslích
Hokej na kolečkových bruslích je kolektivní sport, populární hlavně v latinských zemích. V současnosti jsou v tomto sportu nejúspěšnější země Argentina, Portugalsko, Španělsko a Itálie. V klubovém měřítku se za nejlepší považuje španělský celek FC Barcelona.
Světové mezinárodní akce organizuje mezinárodní výbor CIRH, který patří pod světovou bruslařskou federaci FIRS. V Evropě tuto funkci plní evropský výbor Cerha, který patří pod evropskou bruslařskou konfederaci CERS. Česká unie kolečkových bruslí (ČUKB) zastřešuje v ČR kolečkové sporty, je členem FIRS, ČOV a ČUS.
Hokej na kolečkových bruslích patří mezi velmi rychlé sporty, což způsobuje menší problémy při televizních přenosech. Aby bylo míček v televizi lépe vidět, jsou nová hřiště stavěna s modrým nebo bílým povrchem.

## Historie
První zaznamenaný zápas v hokeji na kolečkových bruslích se hrál v roce 1878 v britském Londýně. Zpočátku byl sport nazýván „roller polo“ (v důsledku zavedení sportu „Pólo“ v roce 1876). V roce 1882 pronikl i do USA, kde vznikla i první liga „Roller Polo League“. Od roku 1901 začínaly také v Evropě vznikat první organizované soutěže. V roce 1936 se konaly první mistrovství světa mužů. Na Panamerických hrách 1979 debutoval hokej jako jeden ze sportů, a v roce 1992 byl ukázkovým sportem na OH 1992 v Barceloně.
Na začátku 20. století hráli hokej na kolečkových bruslích i dvě slavné hvězdy němého filmu Stan Laurel a Charlie Chaplin.

## Hra
Hru hrají dvě pětičlenná družstva (čtyři v poli a 1 brankář), které se za pomoci ohnutých holí (hokejek) snaží dostat míček do brány soupeře. Hra trvá 2×25 minut, přičemž časomíra se zastaví, pokud se zastaví (po odpískání rozhodčím) i samotná hra (podobně jako při ledním hokeji). Každý tým musí mít pro utkání k dispozici minimálně 5 a maximálně 10 hráčů (včetně náhradního brankáře). Hřiště musí mít rozměry minimálně 34×17 a maximálně 44×22 metrů. Jeho povrch musí být potažen protiskluzovým materiálem a musí mít zaoblené rohy s mantinely o výšce minimálně dvaceti centimetrů.

## Výstroj

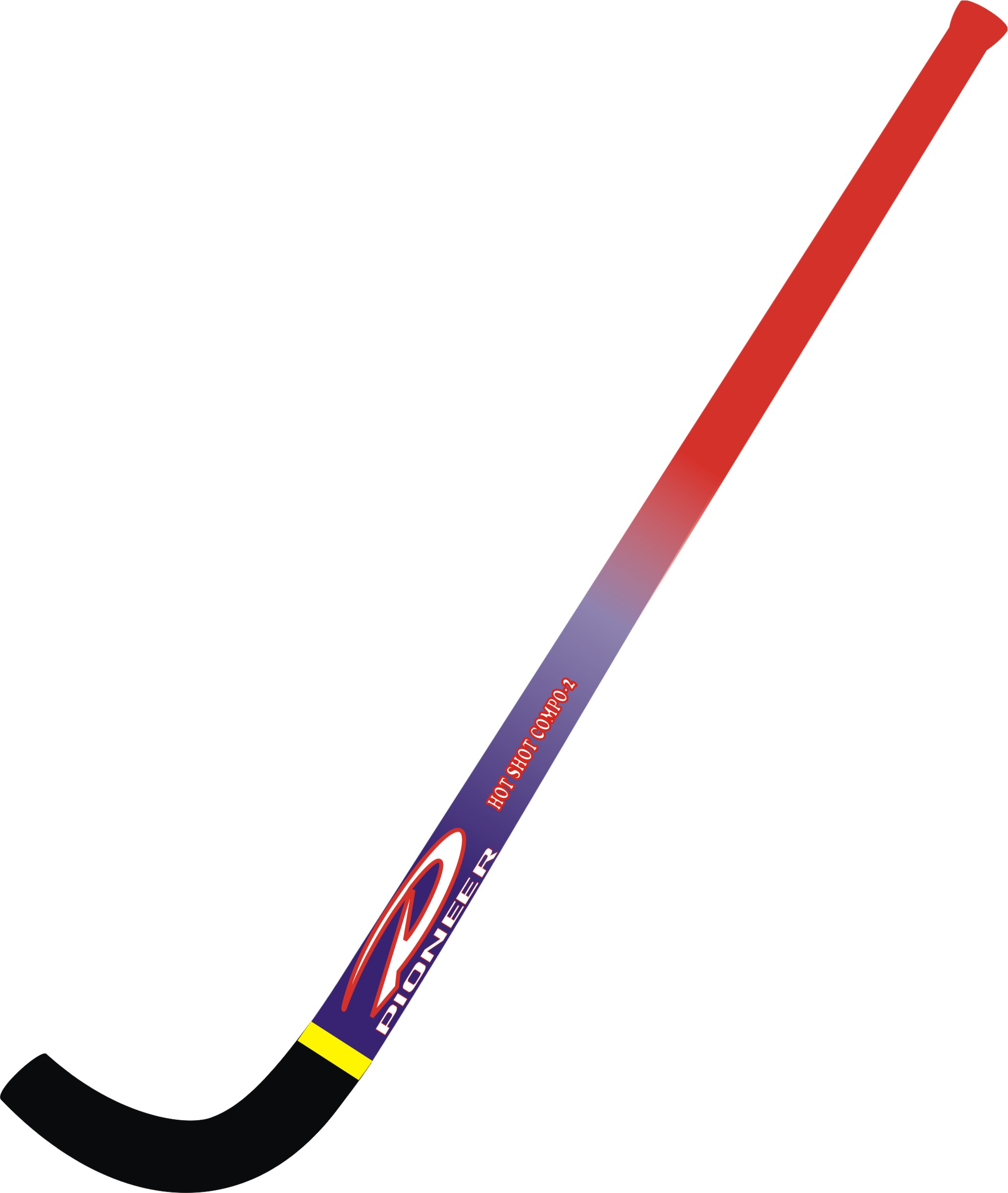
Hokejka hráče
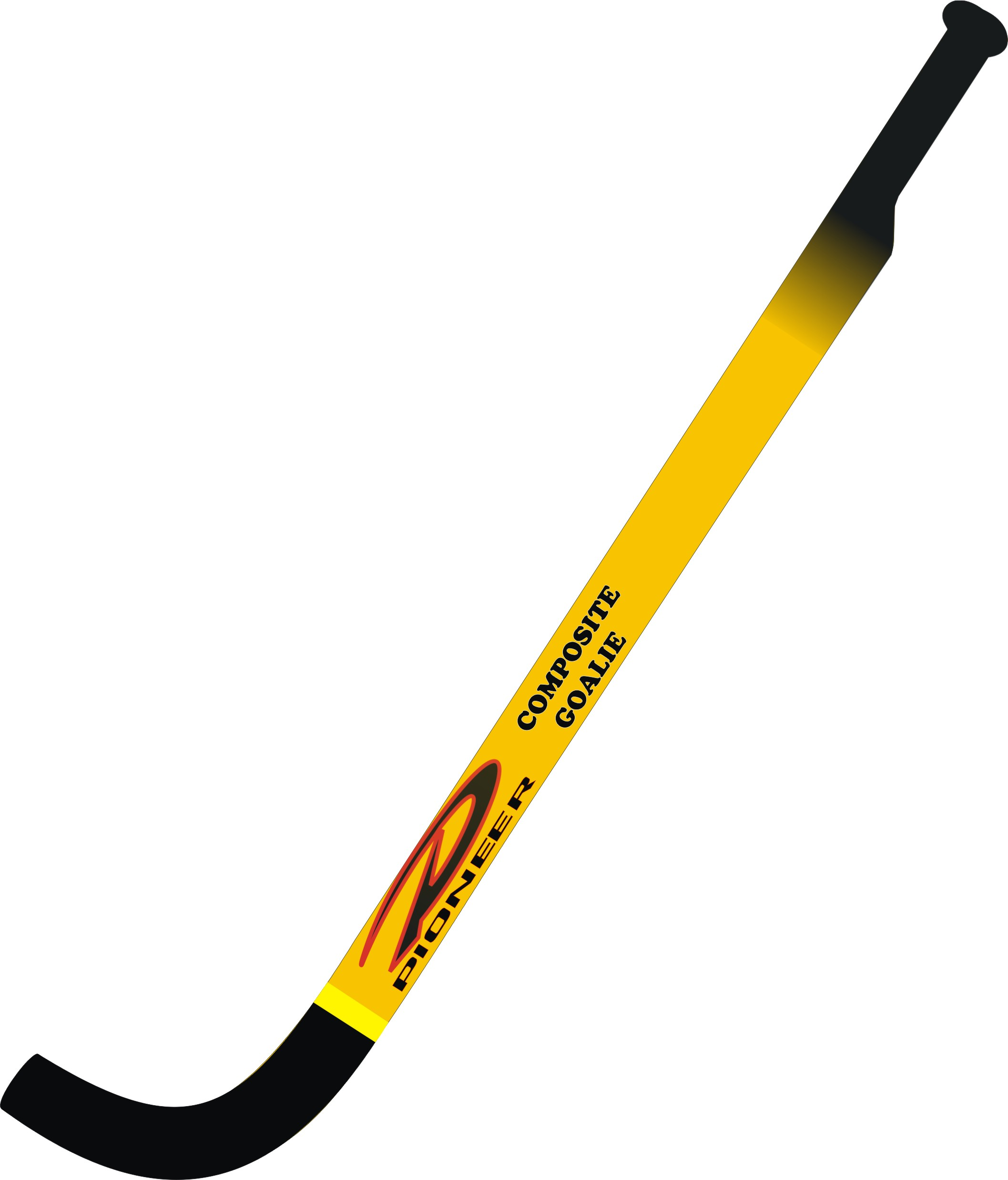
Hokejka brankáře
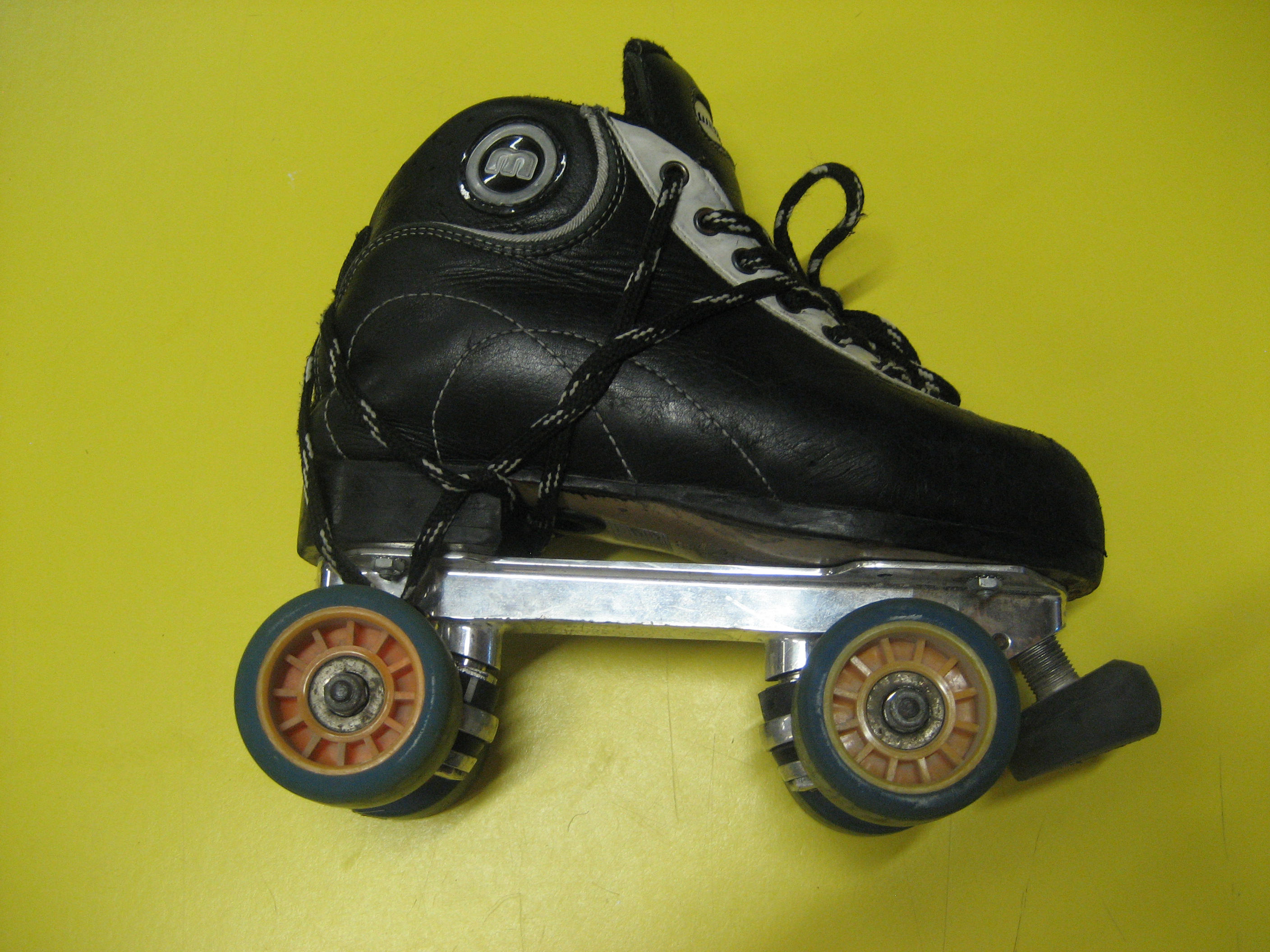
Kolečkové brusle
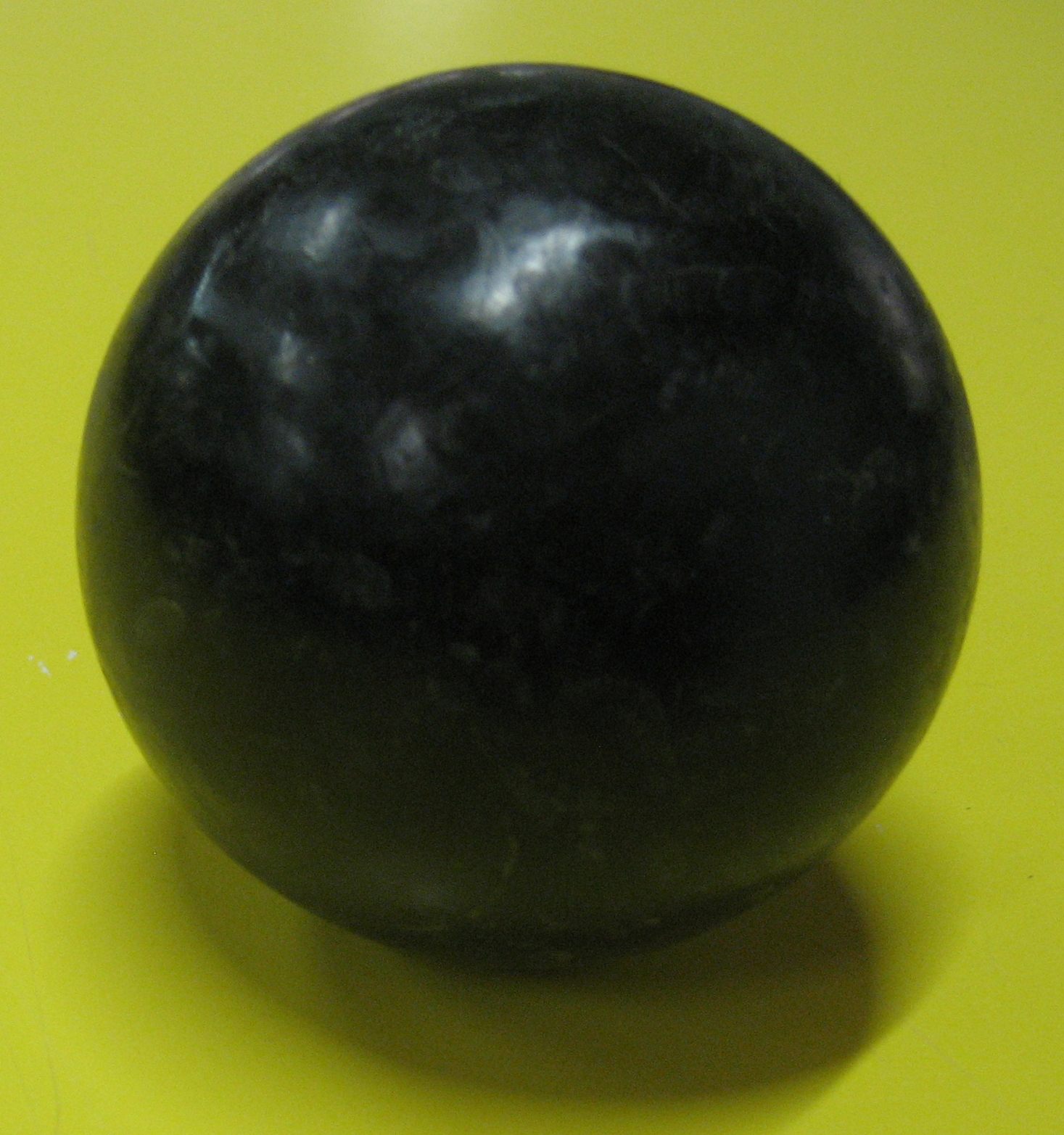
Míček

Dresy jsou podobné jako při fotbale s ponožkami až ke kolenům. Hokejky jsou většinou ze dřeva dlouhé od 90 až 115 centimetrů s šířkou do 5 centimetrů a váhou do 500 g. Míček je vyroben z vulkanizované pryže, měří v průměru 23 centimetrů a váží 155 g. Hráči, stejně jako brankář, používají ochranné pomůcky.

## Státy, v nichž se hraje hokej

### Evropa
- Albánie, Andorra, Anglie, Arménie, Belgie, Česko (ČUKB), Dánsko, Francie, Řecko (?), Nizozemsko, Chorvatsko (?), Irsko, Izrael, Katalánsko, Maďarsko (?), Německo, Norsko, Polsko (? ), Portugalsko, Rakousko, Rumunsko (?), Rusko, San Marino, Slovinsko, Srbsko (?), Skotsko, Španělsko, Švédsko, Švýcarsko, Itálie

### Amerika
- Argentina, Barbados, Brazílie, Dominikánská republika, Ekvádor, Guatemala, Chile, Kanada, Kolumbie, Kostarika, Kuba, Mexiko, Portoriko, USA, Uruguay, Venezuela

### Asie
- Bangladéš, Čína, Filipíny, Hongkong, Indie, Írán, Japonsko, KLDR, Korejská republika, Macao, Malajsie, Pákistán, Singapur, Taiwan

### Afrika
- Angola, Egypt, Jižní Afrika, Libye, Mosambik, Tunisko

### Oceánie
- Austrálie, Nový Zéland